# 서클선
서클 선 (Circle Line) 은 런던 지하철의 노선 중 하나이며, 노선도 상에서 노란색으로 표시된다. 연간 승객 수로 보았을 때 런던 지하철에서 다섯번째로 이용객이 많은 노선이기도 하며, 센트럴 선 다음으로 노선의 길이가 길다. 대부분이 저심도의 노선이며, 런던 시내를 패딩턴 역에서 리버풀 스트리트 역을 가로지른다.
서클 선은 해머스미스에서 시작하여 에지웨어 로드를 거친후 런던 중심부를 돌아 에지웨어 로드로 돌아오는 나선형 형태의 노선이다. 역 수는 36개로, 대부분의 경로와 모든 역은 3개의 다른 저심도 노선(디스트릭트 선, 해머스미스 & 시티 선, 메트로폴리탄 선) 중 하나 이상과 공유한다.
첫 구간은 1863년에 개통된 세계 최초의 지하철인 메트로폴리탄 철도의 패딩턴과 패링던 간 노선으로, 당시 목조 객차와 증기기관차로 운행되었다. 같은 해 위원회보고서에서 런던 철도 터미널과 메트로폴리탄 디스트릭트 철도(일반적으로 디스트릭트 철도라고도 함)를 연결하는 노선의 "내부 순환선"을 제안하여 노선의 남쪽 부분을 건설했다. 두 회사 간의 갈등으로 인해 1884년 10월까지 내부 순환선이 완성되지 않았다. 이 선로는 1905년에 전철화되고, 1933년에는 런던 여객 운송위원회에 합병되었다. 1949년 지하철 노선도에서 서클 선이 처음으로 별도의 선으로 나타났다. 2009년 서쪽으로 해머스미스 역까지 연장되어 나선형이 됨으로 순환 계통이 없어졌다. 그래서 템스강 북쪽의 런던 중심부 주변에 있는 에지웨어 로드 역에서 순환을 멈춘다.
신호 시스템이 업그레이드되고 있으며 C형 차량은 2015년에 완성된 프로그램에서 최근에 새로운 7량 S형 차량으로 대체되었다.

## 역사

### 기원

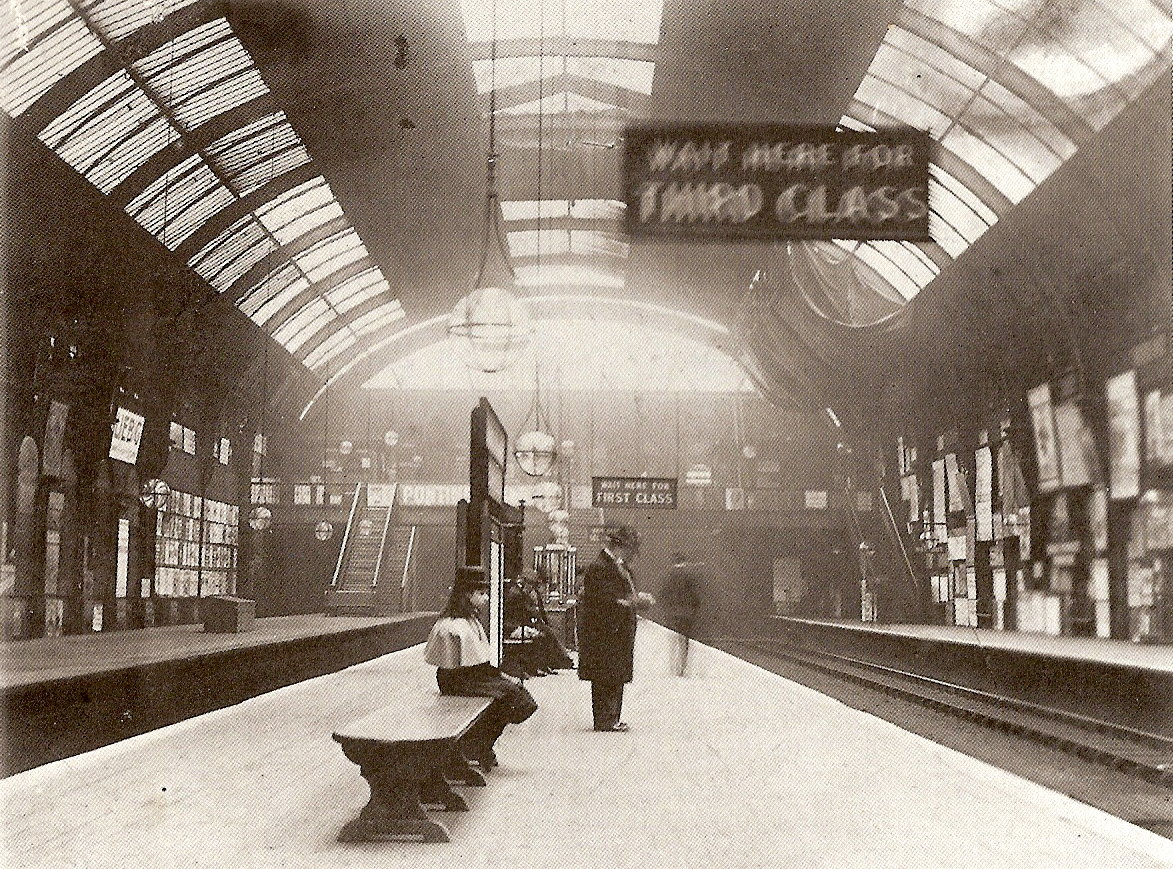
1892년의 하이 스트리트 켄싱턴 역

1863년 세계 최초의 지하철인 패딩턴(Paddington)과 패링던(Farringdon) 간의 메트로폴리탄 철도(Metropolitan Railway)가 개설되어, 패딩턴에 위치한 그레이드 웨스턴 철도(Great Western Railway)의 상대적으로 먼 종착역과 유스턴 및 킹스크로스 역과 시티를 연결한다. 같은 해 위원회 보고서는 건설 중이거나 건설 중이던 런던 터미널을 연결하는 철도의 '내부 순환선(inner circle)'을 권고했다. 다음 해 사우스 켄싱턴에서 타워 힐까지 철도를 건설하고 운영하기 위해 메트로폴리탄 디스트릭트 철도가 형성되었다. 메트로폴리탄 서부 확장은 1868년 패딩턴의 새로운 역에서 사우스 켄싱턴 간으로 개통했다. 1870년 5월 디스트릭트 철도는 글로스터 로드와 사우스 켄싱턴을 경유하여 웨스트 브롬톤에서 블랙프라이어스 간으로 노선을 개설했으며, 서비스는 처음에는 메트로폴리탄(이하 Met)에 의해 운영되었다. 1871년에 디스트릭트는 맨션 하우스(Mansion House)에 터미널을 건설했으며, 1876년 11월 18일 Met는 알드게이트(Aldgate) 역에 종착역을 열었고 두 회사 간의 갈등으로 더 많은 작업이 내부 순환선에서 이루어지기 전에 의회 법령을 채택했다. 1882년 Met는 알드게이트에서 타워 힐 역의 임시 정거장으로 연장되었고, 디스트릭트는 화이트채플 역에 이르는 노선을 완공했으며 1884년 10월 6일에 임시 정거장이 공동 정거장으로 교체되고 내부 순환선이 완성되었다. 메트로폴리탄은 시계 방향 또는 '외부 궤도(outer rail)'열차, 디스트릭트는 반시계 방향 또는 '내부 궤도(inner rail)' 열차를 제공했다.

### 그외 순환선
내부 순환선 뿐만 아니라 다른 노선에서도 런던을 돌았으나, 완전한 순환선은 아니었다. 1872년부터 L&NWR은 본드 스트리트에서 윌스덴 정션 및 얼스 코트를 경유하고, 빅토리아로 돌아간 이전 서비스를 우회하여 맨션 하우스에 이르는 "외부 순환선(Outer Circle)"서비스를 시작했고, GWR은 무어게이트에서 라티머 로드 및 얼스 코트를 통해 맨션 하우스에 이르는 "중간부 순환선(middle circle)"서비스를 시작했다. 이 두 노선은 1900년에 "중간부 순환선"이, 1909년에 "외부 순환선"이 얼스 코트간으로 축소되었다. GWR 서비스는 해머스미스 & 시티 선이서 애디슨 로드(Addison Road, 현재의 켄싱턴(올림피아)/Kensington (Olympia))간의 셔틀 서비스를 1940년까지 유지되었다.
미들랜드 철도는 1878~1880년에 세인트 판크라스 역에서 얼스 코트 역까지 "초외부 순환선(Super Outer circle)"을 잠시동안 운영했다. 현재의 런던 오버그라운드에서 클래팜 정션, 위레스덴 정션, 달스턴 정션 사이의 구간, 달스턴 정션과 클래팜 정션 사이의 구간 서비스를 제공한다.

### 전철화

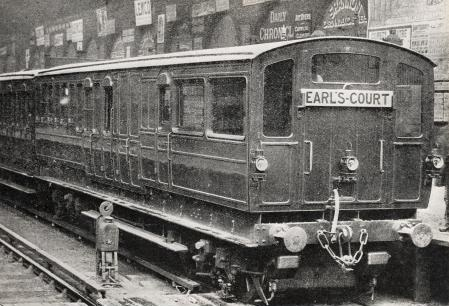
1900년 얼스 코트와 하이 스트리트 켄싱턴 사이를 운행한 메트로폴리탄 & 디스트릭트 철도 합작 전기열차 시운전

목조 객차는 원래 증기 기관차에 의해 운반되었으며, 20세기 초반에 디스트릭트 및 메트로폴리탄은 런던 중심부의 새로운 전기 지하 튜브 및 트램과의 경쟁이 치열 해지고 있었다. 지하 증기 사용으로, 역과 객차에 연기가 생겨나 승객들에게 불편을 초래했으며, 전동식 견인으로 전환을 해결책으로 보았다. 시운전은 얼스 코트 역에서 하이 스트리트 켄싱턴 역 구간으로 진행되었으며, 공동 소유의 6량 객차가 1900년부터 여객 수송을 시작했다. 이에 따라 AC 시스템이 제안되었으며, 이는 양 당사자가 모두 수용했다. 그러나, 교육구는 필요한 재정을 마련 할 방법을 찾고 있었고 1901년에는 미국인 찰스 여키스(Charles Yerkes)란 투자자를 찾았다. 그는 UERL(Underground Electric Railways of London)을 결성했으며, 미국에서의 경험으로 그는 시티&사우스 런던 철도(City & South London Railway)와 센트럴 런던 철도(Central London Railway)에서 사용하는 것과 유사한 제3궤조로 직류를 선호하게 되었다. 무역 협의회(Board of Trade)의 중재가 끝나고 직류 시스템이 도입되었고, 철도는 동력분산식 열차 재고를 사용하여 경로의 전철화를 시작했다.
디스트릭트 및 메트로폴리탄 철도는 다양한 전기 동력분산식 열차를 구입했다. 각 열차 모두 살롱 형태의 개방형 객차로, 메트로폴리탄 열차는 끝에 출입문이, 디스트릭트 B형 차량에는 각 차량 중간에 미닫이 문이 있다.
이 차량의 도입이 1905년 7월 1일에 시도되었을 때, 메트로폴리탄 열차가 디스트릭트 철도의 제3궤도에서 뒤집혀졌고, 모든 메트로폴리탄 열차가 디스트릭트 열차에서 다시 운행하기 전 개조될 것을 요구했다. 전 구간 전철 서비스는 9월 24일에 시작되었으며, 처음에는 6량으로, 나중에는 4량으로 감소되었다. 메트로폴리탄 열차는 곧 끝 출입문 부분을 감싸도록 하였고, 결국 중앙에 미닫이 출입문을 추가하도록 수정되었다. 1918년에 열차가 5대로 늘었고 1921년 메트로폴리탄은 트레일러 객차에 3쌍의 미닫이 문을 새로 도입했다. 1926년에 메트로폴리탄은 일요일에 3대의 기차를 제외하고 모든 내선순환 운행을 대신했다.

### 런던 교통 합병

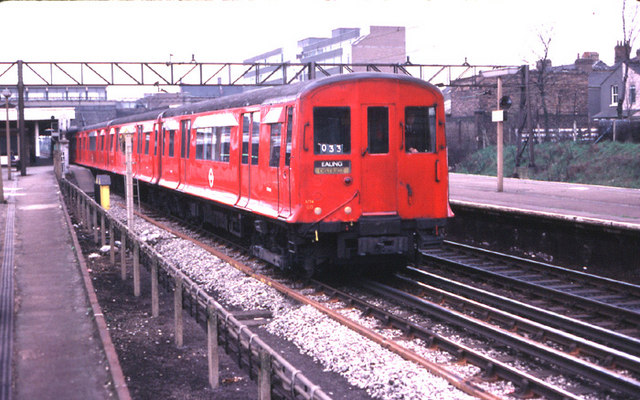
O형 차량은 서클 선에서 1947-70년에 사용되었다. 이 사진은 1980년에 바킹 역에서 촬영되었다.

1933년 7월 1일 메트로폴리탄 철도와 디스트릭트 철도는 다른 지하철, 트램 회사 및 버스 운영 업체와 합병하여 런던 여객 운송위원회(London Passenger Transport Board)를 구성했다. 메트로폴리탄 철도 전동차는 Acton Works에서 1934년 서클 차량 18대 열차를 구성하기 위해 새로 단장되었으며, 처음에는 빨간색과 크림색으로 도색되었다가, 나중에는 비용 절감을 위해 빨간색만 도색되었다. 이 열차에는 1등급 객차 시설이 포함되었지만,  1940년에는 이 등급이 하향 조정되었다. 1947년부터 이들은 억스브리지 노선으로 F형 차량을 이전함으로써, 경비원이 원격으로 조작 하는 문이 있는 O형 및 P형 5량으로 대체되었다. 1933년 런던 지하철 헤리 벡 노선도는 하이스트리트 켄징턴 역 및 마크 레인 역 북쪽의 메트로폴리탄 선과 이 지점 남쪽의 디스트릭트 선이 표시되었다. 1947년 노선도에서 메트로폴리탄 및 디스트릭트 선은 같은 색으로 함께 표시되었고 2년 후인 1949년에 서클 선이 노선도에 별도로 표시되었다.
1959~60년 서클 선 열차는 해머스미스 & 시티 선에서 운영하는 것과 같은 6량으로 증가되었으며, 두 노선 차량의 중요 유지 보수 시설을 해머스미스 차량기지에 통합하였으며, 니스덴 차량기지(Neasden depot)는 새로운 A형 차량에 집중할 수 있게 되었다. 1970년부터 안내 방송 시스템를 도입하고 원래색으로 도색되지 않은 알루미늄 차체의 C형 차량으로 대체했다. 1972년에 1인 운행이 제안되었으나, 노동 조합과의 충돌로 인해 1984년까지 도입되지 못했다. 2003년 서클 선의 인프라는 메트로넷 컨소시엄이 관리하는 정부 민간 합작에서 부분적으로 민영화되었다. 메트로넷은 2007년에 회사 정리 절차에 들어갔고 지방 정부 기관인 런던 교통 공사(Transport for London)가 책임을 맡았다.
2005년 7월 7일 약 8시 50분에 두 개의 서클 선 열차에서 폭탄이 터졌다. 하나는 리버풀 스트리트와 알드게이트사이를 운행 중이었고 다른 하나는 에지웨어 로드에 있었다. 이 폭발로 2명의 테러범을 포함해 15명이 사망했다. 테러 이후 전체 서클 선이 8월 8일까지 운행을 중단했다.
런던에서 대중 교통 수단에서 술을 마시는 것에 대한 금지령이 발효되기 하루 전인 2008년 5월 31일에 서클 선을 중심으로 파티가 열렸다. 수천명의 사람들이 참석했고 무질서한 행동으로 17명이 경찰에 체포되었고, 결국 여러 역이 닫히게 되었다.

### 노선 연장
2009년 12월 13일 이전에 서클 선 열차는 27개의 역과 12.89 마일 (20.75 km)의 트랙이 있는 단순한 순환을 따라 양방향으로 주행했다. 2006년에는 혼잡 시간대에는 8+1⁄2분, 비혼잡 시간에는 8분 간격으로 14대의 열차가 운행되었다. 순환선을 벗어난 최소 주행 시간은 비혼잡 시간 기준으로 51+1⁄2분이다. 그러나 시간표에서는 이 확장한 역에서 멈춘다.
2009년 12월 서클 선이 에지웨어 로드(Edgware Road)에서 해머스미스(Hammersmith)까지의 해머스미스 & 시티 루트를 포함하도록 확장되었다. 열차는 이제 순환선 주위를 계속 운행하기 보다는, 해머스미스에서 에지웨어 로드로 운행하며, 일반적으로 에지웨어 로드에서 종착하기 전에 한 번 순환하며 같은 경로를 통해 돌아온다. 가끔 열차는 에지웨어 로드를 통해 추가 역까지 시계 방향으로 계속 진행할 수 있다. 해머스미스 지선의 신뢰성을 향상시키고 서비스 빈도를 높이기 위해 서비스 운영이 변경되었다.
첫 번째 S7형 열차는 2012년 7월 6일 해머스미스 & 시티 선에서 운행을 시작했으며 해머스미스와 무어게이트 사이에 셔틀 서비스를 제공하고, 2013년 9월 2일 서클 선에서 처음으로 운행되었다. 2014년 6월까지 모든 서비스가 S7형 차량을 운행하였다.

## 노선

### 철도 구조
서클 선은 17 마일 (27 km)의 길이에 35개의 역이 있다. 대부분의 노선 구간과 모든 역은 다른 런던 지하철 저심도 노선과 공유된다.(해머스미스 역에서 알드게이트 역 직전까지 해머스미스 & 시티 선, 베이커 스트리트역에서 알드게이트 역까지 메트로폴리탄 선, 타워 힐 역에서 에지웨어 로드 역까지 디스트릭트 선.) 이 노선은 제4궤조를 통해 직류로 전류를 공급 받는다. 중심 급전 궤도는 -210V로 통전되고, 주행 궤도 외부의 급전 궤도는 +420V로, 전위차가 630V가 된다. 주행 궤도에는 전력이 공급되지 않는다. 해머스미스 역에서 웨스트본 파크 역까지 2-마일-35-체인 (3.9 km)의 복선 철도는 20-피트 (6.1 m) 높이의 고가 벽돌 육교에 있다.
웨스트본 파크 역의 동쪽 노선은 그레이트 웨스턴 메인 라인 아래를 지난 후 로열 오크 역에서 지상으로 올라오고 패딩턴 역의 교외 승강장 바로 북쪽에 있는 섬식 승강장까지 메인 라인 선로를 따라 운행된다. 이 선은 플랫폼의 끝 부분에 있는 개착식 터널로 들어가서 에지웨어 로드 역을 통과하기 전에 프레드 스트리트 정션(Praed Street Junction)의 베이스워터(Bayswater)에서 서클 선의 다른 노선이 디스트릭트 선과 만난다. 킹스크로스 세인트판크라스 역을 지나면 탬스링크 서비스가 현재 사용하고 있는 City Widened Lines가 있는 레이 스트리트 그리드아이언(Ray Street Gridiron)을 통과하기 전에 터널을 빠져나온다. 터널은 패링던 역 이후 다시 진입한다. 무어게이트 역에 두단식 승강장이 있다.
알드게이트 역을 통과 한 후 노선은 타워 힐의 디스트릭트 선에 합류한다.
이 구간에는 웨스트민스터 역에 도착할 때까지 템스강 북쪽 뱅크의 빅토리아 임뱅크먼트(Victoria Embankment)에 있는 역이 포함되어 있다. 글로스터 로드 서쪽의 노선은 디스트릭트 선 에지웨어 로드 지선에 가기 위해 하이스트리트 켄싱턴 역 바로 앞의 디스트릭트 본선에서 벗어난다. 베이즈워터 역에서는 노선이 끊겨있으며 이것은 23번과 24번 레인스터 가든스(Leinster Gardens)에 있는 5층짜리 2채의 가옥의 파사드(façade)에 의해 숨겨져있다. 열차는 패딩턴 역의 다른 승강장을 사용하여 프레드 스트리트 정션의 해머스미스 & 시티 선에 다시 합류하고 에지웨어 로드 역의 4번 승강장에서 종료한다.

## 열차 운행
2012년 12월 기준으로 모든 역에 걸쳐 시간당 6대의 열차가 운행되며, 18대의 열차를 필요로 한다. 노선 주변의 에지웨어 로드-해머스미스 간 운행은 비혼잡 시간대에서 72분 소요된다. 해머스미스 & 시티 선과 함께 매년 1억 1400만명이 이 노선을 이용했다. 패딩턴과 순환선의 모든 역은 1구역 내에 있고 해머스미스 선 안의 역은 2구역에 있다.
바킹 행은 정규 운행이 없다. 그러나 오전 6시 이전에 빅토리아를 경유하여 바킹에서부터 에지웨어 로드까지 운행하는 열차는 하루에 두 대가 있다. (2015년 2월 기준)

## 철도 차량

### S형 차량

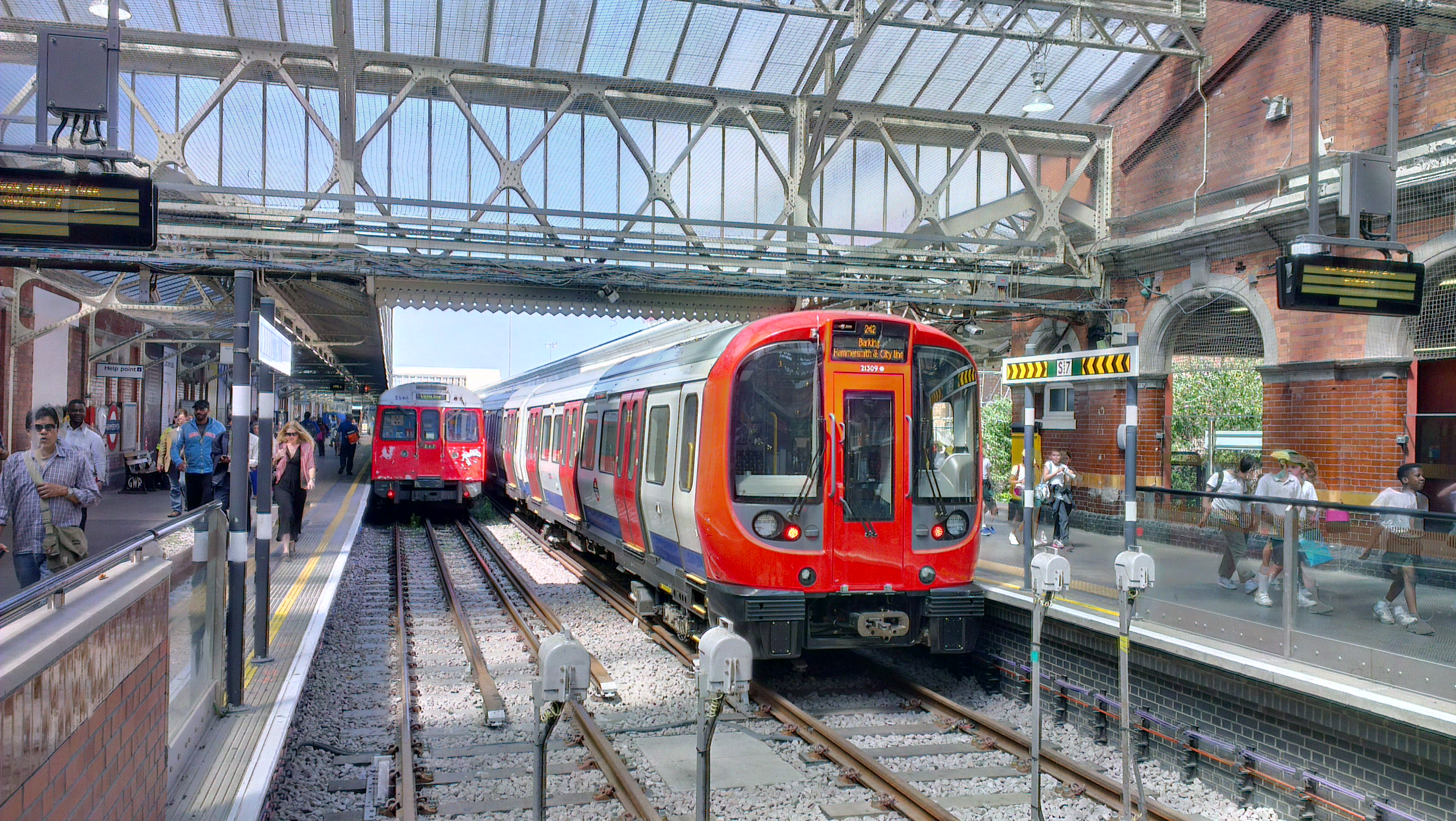
해머스미스 역에 정차한 S7형 차량

서클 선은 7량의 S형 차량을 제공하는데, 현재 메트로폴리탄 선에서 사용중인 8량의 변종과 마찬가지로, 봄바디어의 모바이아(Movia) 제품군에 속하며, 고심도 열차와 달리, 저심도 터널에 대응하는 냉방 시설을 갖추어, 뜨거운 공기를 분산시킬 수 있다. 이 열차는 회생 제동을 사용하여 에너지의 약 20%를 네트워크에 반환한다. 그리고 최대 62 mph (100 km/h)의 속역을 가지고 있다. 기존 6량의 C형 차량이 739명의 승객을 수용할 수 있는데 비해, 7량의 S형 차량은 865명의 승객을 수용할 수 있다. 117 미터 (384 ft) 길이의 S형 차량은 93-미터 (305 ft) 길이의 C형 차량보다 24 미터 (79 ft) 더 길기 때문에 역 승강장이 길어졌다. 더 나은 성능을 제공하고 열차가 회생 제동을 통해 네트워크에 더 많은 에너지를 반환 할 수 있도록 견인 전압을 현재 공칭 630V에서 750V로 증가시킬 계획이다.

### 차량 기지
이 노선의 차량 기지는 해머스미스에 있으며, 원래 해머스미스 앤 시티 철도가 20세기 초에 전철화되었을 때 메트로폴리탄 철도가 운영할 그레이트 웨스턴 철도에 의해 지어졌던 구 해머스미스 역이 있던 자리이다. 바킹, 패링던 및 하이 스트리트 켄징턴(트라이앵글 시딩스로 알려짐) 근처의 측선에서 소속된 열차가 한 밤 중에 지난다.

## 개선 프로그램
7량 S 차량(S Stock) 열차의 도입과 함께, 서클 및 해머스미스 & 시티 선의 피크 시간 용량을 2018년 말까지 65% 증가 시키도록 계획된 프로그램에서 저심도 선로, 전기 공급 및 신호 시스템이 업그레이드되고 있다. 해머스미스에 저심도 네트워크를 위한 단일 제어실을 설치하고 1940년대에 설치된 신호 장비를 자동 열차 제어 장치(ATC)로 대체할 예정이다. 2018년 개장을 계획하고있는 크로스-런던 크로스레일(Cross-London Crossrail) 노선은 패딩턴과 알드게이트 간의 서클 선 서비스에 대한 혼잡을 줄여 줄 것으로 예상된다.

## 역 목록
| 역명                                              | 사진 | 개업일자         | 특이 사항 | 위치                                                              |
| ------------------------------------------------- | --- | ---------------- | --- | ----------------------------------------------------------------- |
| 해머스미스 Hammersmith                            | A brown-bricked building with a rectangular, blue sign reading "HAMMERSMITH STATION" in white letters all under a grey sky | 1864년 6월 13일  | 1868년 12월 1일 현재 위치로 이전. | 북위 51° 29′ 39″ 서경 000° 13′ 30″ / 북위 51.49417° 서경 0.22500° |
| 골드호크 로드 Goldhawk Road                       | An entrance under a railway brick viaduct with a blue sign reading "GOLDHAWK ROAD STATION" in white letters and two women walking in front all under a grey sky | 1914년 4월 1일   | | 북위 51° 30′ 07″ 서경 000° 13′ 37″ / 북위 51.50194° 서경 0.22694° |
| 셰퍼즈 부시 마켓 Shepherd's Bush Market           | A railway on a brick viaduct crosses a road on a steel bridge, with an entrance below a blue sign reading "SHEPHERD'S BUSH MARKET STATION" in white letters | 1864년 6월 13일  | 1914년 4월 1일에 현재 위치로 이전. "셰퍼즈 부시(Shepherd's Bush)"에서 2008년에 현재의 명칭으로 변경. | 북위 51° 30′ 21″ 서경 000° 13′ 35″ / 북위 51.50583° 서경 0.22639° |
| 우드 레인 Wood Lane                               | A silver metal and glass building with a blue sign with "WOOD LANE STATION" in white letters | 1908년 5월 1일   | 1908-14년간은 우드 레인 (익시비션)/Wood Lane (Exhibition)으로, 1920년에 우드 레인(화이트시티)/Wood Lane (White City)란 이름으로 필요에 따라 열었다. 1947년 화이트시티(White City)로 바꾸고, 1959년에 폐역, 2008년 10월 12일에 우드 레인(Wood Lane)으로 재개장했다.           | 북위 51° 30′ 35″ 서경 000° 13′ 27″ / 북위 51.50972° 서경 0.22417° |
| 라티머 로드 Latimer Road                          | A railway on a brick viaduct crosses a road, an entrance in the brickwork below a sign reading "LATIMER ROAD STATION" | 1868년 12월 16일 | 보수 공사를 위해 2011년 1월 17일부터 8월 1일까지 일시 폐쇄. | 북위 51° 30′ 50″ 서경 000° 13′ 02″ / 북위 51.51389° 서경 0.21722° |
| 라드브로크 그로브 Ladbroke Grove                  | A brick building with an entrance below a sign reading "LADBROKE GROVE STATION". Three people are in a group outside the entrance | 1864년 6월 13일  | 개통당시 노팅 힐(Notting Hill), 1880년에 노팅 힐 & 라드브로크 그로브/Notting Hill & Ladbroke Grove) 1919년에 라드브로크 그로브(노스 켄싱턴)/Ladbroke Grove (North Kensington), 1938년에 현재의 이름으로 개명.                                                                | 북위 51° 31′ 02″ 서경 000° 12′ 38″ / 북위 51.51722° 서경 0.21056° |
| 웨스트본 파크 Westbourne Park                     | A dirty, white-bricked building with a rectangular, dark blue sign reading "WESTBOURNE PARK STATION" in white letters all under a blue sky | 1866년 2월 1일   | 1871년 11월 1일에 현재의 위치로 이전, 1871년에서 1992년까지 그레이트 웨스턴 본선 역에 속했다. | 북위 51° 31′ 16″ 서경 000° 12′ 04″ / 북위 51.52111° 서경 0.20111° |
| 로열 오크 Royal Oak                               | A brown-bricked building with a rectangular, dark blue sign reading "ROYAL OAK STATION" in white letters all under a light blue sky | 1871년 10월 30일 | 개장후 1934년까지 그레이트 웨스턴 본선 역으로도 이용됨. | 북위 51° 31′ 09″ 서경 000° 11′ 17″ / 북위 51.51917° 서경 0.18806° |
| 패딩턴 Paddington                                 | A platform with several people waiting for a train. A white square sign has a London Underground roundel with "PADDINGTON" in the centre. To the right there is a track with fourth track electrification and on an adjacent track a blue multiple unit train with red doors waits. | 1863년 1월 10일  | 개통 당시 패딩턴(비숍스 로드)/Paddington (Bishop's Road), 1948년에 개명. 베이컬루 선, 디스트릭트 선, 패딩턴 본선 역과 환승 가능. | 북위 51° 31′ 07″ 서경 000° 10′ 46″ / 북위 51.51861° 서경 0.17944° |
| 에지웨어 로드 Edgware Road                        | A tan-coloured building with brown-framed windows and a sign reading "METROPOLITAN EDGWARE ROAD STATION RAILWAY" in brown letters | 1863년 1월 10일  | 디스트릭트 선 및 반시계방향 서클 선과 환승 가능. | 북위 51° 31′ 12″ 서경 000° 10′ 04″ / 북위 51.52000° 서경 0.16778° |
| 베이커 스트리트 Baker Street                      | A street filled with people in front of a light grey building that has variously coloured signs protruding from it stating a variety of different things | 1863년 1월 10일  | 베이컬루 선, 주빌리 선, 메트로폴리탄 선과 환승 가능. | 북위 51° 31′ 19″ 서경 000° 09′ 25″ / 북위 51.52194° 서경 0.15694° |
| 그레이트포틀랜드 스트리트 Great Portland Street   | A beige-bricked building with a blue sign reading "GREAT PORTLAND STREET STATION" in white letters all under a blue sky with white clouds | 1863년 1월 10일  | 개통 당시 포틀랜드 로드(Portland Road), 1917년에 현재 이름으로 개명. 1923~33년에 잠시 '그레이트 포틀랜드 스트리트&리젠츠 파크(Great Portland Street & Regent's Park)'로 불림.                                                                                                | 북위 51° 31′ 26″ 서경 000° 08′ 38″ / 북위 51.52389° 서경 0.14389° |
| 유스턴 스퀘어 Euston Square                       | A building covered in windows with a blue sign reading "EUSTON SQUARE STATION" in white letters all under a blue sky with white clouds | 1863년 1월 10일  | 원래 역명 Gower Street, 1909년에 개명. 유스턴 본선역과 환승 가능. | 북위 51° 31′ 33″ 서경 000° 08′ 09″ / 북위 51.52583° 서경 0.13583° |
| 킹스크로스 세인트판크라스 King's Cross St Pancras | Beneath a blue sign reading "KING'S CROSS ST. PANCRAS UNDERGROUND STATION several people exit from an entrance leading to steps down. To the right there are silver doors under a sign reading "Lift". The sky is overcast, above the entrance is a dark blue temporary building | 1863년 1월 10일  | 원래 역명은 킹스크로스(King's Cross), 1925년에 King's Cross & St Pancras, 1933년에 King's Cross St Pancras로 개명. 1941년에 현재의 위치로 이전. 노던 선, 피카딜리 선, 빅토리아 선과 본선역인 런던 킹스크로스역 및 세인트판크라스 역과 환승 가능.                             | 북위 51° 31′ 49″ 서경 000° 07′ 27″ / 북위 51.53028° 서경 0.12417° |
| 패링던 Farringdon                                 | A street view of a pale stone two storey building. Across the top of the building signs read "FARRINGDON & HIGH HOLBORN STATION" and "METROPOLITAN RAILWAY" in gold colour lettering. At ground level a canopy extends into the street around a blue sign reads "FARRINGDON STATION" with the London Underground roundel and National Rail symbols, and just above an entrance is a gold lettering reading "ENTRANCE". Either side of the entrance are shops, bicycles are in bicycle stands and people are walking on the pavement in front of the building | 1863년 1월 10일  | 원래 역명은 패링던 스트리트(Farringdon Street), 1865년에 현재의 위치로 이전. 1922년에 패링던&하이 홀본(Farringdon & High Holborn), 1936년에 패링던(Farringon)으로 개명. 탬스링크 서비스와 환승 가능.                                                                         | 북위 51° 31′ 12″ 서경 000° 06′ 19″ / 북위 51.52000° 서경 0.10528° |
| 바비칸 Barbican                                   | Across a road with a London taxi and a car is an entrance. This has people standing in it and above is a blue rectangular sign reading "BARBICAN STATION" in white and above this is a bridge linking the building | 1865년 12월 23일 | 원래 역명 알더스게이트 스트리트(Aldersgate Street), 1910년에 알더스게이트(Aldersgate), 1923년에 알더스게이트&바비칸(Aldersgate & Barbican), 1968년에 바비칸(Barbican)으로 개명.                                                                                              | 북위 51° 31′ 13″ 서경 000° 05′ 52″ / 북위 51.52028° 서경 0.09778° |
| 무어게이트 Moorgate                               | Across a street and behind black bollards is a brick building of at least two storeys. The ground floor is stone coloured and two people are standing in a dark entrance beneath a blue rectangular sign reading "MOORGATE STATION" in white. Above this, attached to be wall at 90 degrees is a white rectangular sign with the National Rail logo and London Underground roundel. Above this, below three windows, blue lettering reads "MOORGATE STATION"                                                                                                 | 1865년 12월 23일 | 본래 이름은 무어게이트 스트리트(Moorgate Street), 1924년 개명. 노던 선과 본선 노던 시티 선과 환승 가능. | 북위 51° 31′ 07″ 서경 000° 05′ 19″ / 북위 51.51861° 서경 0.08861° |
| 리버풀 스트리트 Liverpool Street                  | The end of a brick building with arched windows and sloping roofs lies between two towers with steeples. In front of this is a white metal and glass structure. People are standing and walking in the street in front. | 1875년 7월 11일  | 1875년 2월부터 7월까지 열차는 본선역의 승강장을 사용했다. 센트럴 선, H&C 선과 리버풀 스트리트 본선역과 환승 가능. | 북위 51° 31′ 04″ 서경 000° 04′ 59″ / 북위 51.51778° 서경 0.08306° |
| 알드게이트 Aldgate                                | A light grey building with "M.R. ALDGATE STATION M.R." written in stone on the front face and a black car driving in the foreground | 1876년 11월 18일 | | 북위 51° 30′ 50″ 서경 000° 04′ 34″ / 북위 51.51389° 서경 0.07611° |
| 타워 힐 Tower Hill                                | A grey, many-windowed castle with flags flying from its turrets in the background, several people walking in the foreground, and a bright sky above | 1882년 9월 25일  | 메트로폴리탄 철도는 "타워오브런던(Tower of London)" 역을 개업했지만, 디스트릭트 철도에서 인근에 "마크 레인(Mark Lane)" 역을 엶으로 인해 닫았다. 이 역은 1946년에 "타워 힐(Tower Hill)"로 개명되어, 1967년 "타워오브런던"역으로 이전되었다. 디스트릭트 선과 환승 가능.        | 북위 51° 30′ 36″ 서경 000° 04′ 34″ / 북위 51.51000° 서경 0.07611° |
| 모뉴먼트 Monument                                 | An entrance in a larger building under a sign reading "MONUMENT STATION" reveals banisters leading down. A woman is walking out of the entrance | 1884년 10월 6일  | 개통 당시 Eastcheap, 1884년에 모뉴먼트(Monument)로 개명. 센트럴 선, 노던 선, W&C 선, DLR과 환승이 가능한 뱅크 역과 에스컬레이터로 연결됨. | 북위 51° 30′ 47″ 서경 000° 05′ 17″ / 북위 51.51306° 서경 0.08806° |
| 캐논 스트리트 Cannon Street                       | A building with four people walking in front of it, one man in a white shirt sitting in front of it, and one white vehicle driving in front of it | 1884년 10월 6일  | 캐논 스트리트 본선역과 환승 가능. | 북위 51° 30′ 37″ 서경 000° 05′ 27″ / 북위 51.51028° 서경 0.09083° |
| 맨션 하우스 Mansion House                         | A beige-bricked building with a rectangular, dark blue sign reading "MANSION HOUSE STATION" in white letters and a yellow sign reading "OFFICES TO LET" | 1871년 7월 3일   | | 북위 51° 30′ 44″ 서경 000° 05′ 39″ / 북위 51.51222° 서경 0.09417° |
| 블랙프라이어스 Blackfriars                        | A glass structure with gray slats on higher floor; an entrance leads under a canopy with a sign reading "BLACKFRIARS STATION" into a large internal space seen through the glass, People are walking into the entrance and coming up steps from an underpass. | 1870년 5월 30일  | 블랙프라이어스 역 (본선 및 탬스링크)과 환승 가능. | 북위 51° 30′ 42″ 서경 000° 06′ 11″ / 북위 51.51167° 서경 0.10306° |
| 템플 Temple                                       | A grey building with a rectangular, white sign on a rounded corner reading "TEMPLE STATION" in black letters all under a blue sky | 1870년 5월 30일  | 개통 당시 더 템플(The Temple). | 북위 51° 30′ 40″ 서경 000° 06′ 52″ / 북위 51.51111° 서경 0.11444° |
| 임뱅크먼트 Embankment                             | A grey building with a blue sign reading "EMBANKMENT STATION" in white letters and people standing in the foreground all under a white sky | 1870년 5월 30일  | 개통 당시 차링 크로스(Charing Cross), 1974년에 Charing Cross Embankment, 1976년에 현재 이름으로 개명. 베이컬루 선과 노던 선, 차링 크로스 본선역과 환승 가능. | 북위 51° 30′ 25″ 서경 000° 07′ 19″ / 북위 51.50694° 서경 0.12194° |
| 웨스트민스터 Westminster                          | A large crowd of people walking on a grey sidewalk next to a black road where two vehicles are driving from the left to the right | 1868년 12월 24일 | 개통 당시 웨스트민스터 브리지(Westminster Bridge), 1907년에 개명. 주빌리 선으로 환승 가능. | 북위 51° 30′ 04″ 서경 000° 07′ 30″ / 북위 51.50111° 서경 0.12500° |
| 세인트제임스 파크 St James's Park                 | | 1868년 12월 24일 | | 북위 51° 29′ 58″ 서경 000° 08′ 04″ / 북위 51.49944° 서경 0.13444° |
| 빅토리아 Victoria                                 | A grey building with three rectangular, white signs reading "London Victoria Station" in black letters all under a clear, white sky | 1868년 12월 24일 | 빅토리아 선과 빅토리아 본선역으로 환승 가능. | 북위 51° 29′ 48″ 서경 000° 08′ 41″ / 북위 51.49667° 서경 0.14472° |
| 슬론 스퀘어 Sloane Square                         | A modern looking building with marble coloured tiled wall at ground level with grey cladding above. A small concrete canopy is over the larger of two entrances with blue signs reading "SLOANE SQUARE STATION", people are entering and exiting through the larger entrance. | 1868년 12월 24일 | | 북위 51° 29′ 33″ 서경 000° 09′ 24″ / 북위 51.49250° 서경 0.15667° |
| 사우스 켄싱턴 South Kensington                    | A entrance behind a raised bed of green plant and under a blue sign reading "SOUTH KENSINGTON STATION" leads into an arcade of shops. Above the entrance there is a glass panel with white lettering reading "METROPOLITAN AND DISTRICT RAILWAYS" and "SOUTH KENSINGTON STATION". | 1868년 12월 24일 | 피카딜리 선으로 환승 가능. | 북위 51° 29′ 39″ 서경 000° 10′ 26″ / 북위 51.49417° 서경 0.17389° |
| 글로스터 로드 Gloucester Road                     | A beige-bricked building with a green sign reading "METROPOLITAN & DISTRICT RAILWAYS GLOUCESTER ROAD STATION" in white letters | 1868년 10월 1일  | 개통 당시 Brompton (Gloucester Road), 1907년에 현재 이름으로 개명. 피카딜리 선, 디스트릭트 선과 환승 가능. | 북위 51° 29′ 41″ 서경 000° 10′ 59″ / 북위 51.49472° 서경 0.18306° |
| 하이 스트리트 켄싱턴 High Street Kensington       | A white many-windowed building | 1868년 10월 1일  | 개통 당시 켄싱턴(하이 스트리트)/Kensington (High Street), 1880년에 현재 이름으로 개칭. 디스트릭트 선 에지웨어 로드 지선으로 환승 가능. | 북위 51° 30′ 03″ 서경 000° 11′ 33″ / 북위 51.50083° 서경 0.19250° |
| 노팅 힐 게이트 Notting Hill Gate                  | A railway station with side platforms either side of two tracks that disappear into darkness under a painted steel bridge like structure topped with a brick wall, covered by a partially glazed barrel roof. | 1868년 10월 1일  | 센트럴 선으로 환승 가능. | 북위 51° 30′ 32″ 서경 000° 11′ 49″ / 북위 51.50889° 서경 0.19694° |
| 베이즈워터 Bayswater                              | A single storey pale brick building topped with stone railing. Above an entrance is a canopy, around which are rectanglar blue signs reading "BAYSWATER" and "BAYSWATER STATION". People are walking in the street. | 1868년 10월 1일  | 개통 당시 베이즈워터(Bayswater), 1923년에 베이즈워터(퀸즈 로드) & 웨스트번 그로브/Bayswater (Queen's Road) & Westbourne, 1933년에 베이즈워터(퀸즈 로드)/Bayswater (Queen's Road), 1946년에 베이즈워터(퀸즈웨이)/Bayswater (Queensway), in 1946, 이후 부역명은 차차 없어졌다. | 북위 51° 30′ 43″ 서경 000° 11′ 17″ / 북위 51.51194° 서경 0.18806° |
| 패딩턴 Paddington                                 | A pale two storey stone building, with gold coloured letters at the top reading "METROPOLITAN RAILWAY" and "PADDINGTON STATION", windows on the first floor. On the ground floor there are shops either side of an entrance with a canopy with rectanglar blue signs reading "PADDINGTON STATION". There are cars and a small truck in the road and people are walking on the pavement. | 1868년 10월 1일  | 개통 당시 패딩턴(프레드 스트리트)/Paddington (Praed Street), 1948년에 현재 이름으로 개명. 베이컬루 선, H&C 선과 패딩턴 본선역과 환승 가능. | 북위 51° 30′ 56″ 서경 000° 10′ 32″ / 북위 51.51556° 서경 0.17556° |

노선은 에지웨어 로드(Edgware Road)로 계속 이어져 열차가 종착하고, 역방향으로 돌려 해머스미스(Hammersmith)로 순환선을 따라간다.

### 내용주
1. ↑  예를 들어, 알드게이트 발 22:26 외선순환(시계 방향) 서비스는 글로스터 로드 역(1+1⁄2분), 에지웨어 로드 역(2+1⁄2분), 베이커 스트리트 역(1⁄2분)에서 기다린 후, 23:22에 알드게이트 역에 도착하기 위해 예약되었다.[30]
2. ↑  Position: 북위 51° 29′ 52″ 서경 000° 13′ 31″ / 북위 51.49778°  서경 0.22528°

### 참조주
1. ↑  Green 1987, 7–9쪽.
2. ↑  Green 1987, 10–11쪽.
3. ↑  Green 1987, 12쪽.
4. ↑  Simpson 2003, 23–4쪽.
5. 1 2 3 4 5 6 7 8 9 10 11 12 13 14 15 16 17 18 19 20 21 22 23  Rose 2007.
6. 1 2 3  Bruce 1983, 11쪽.
7. ↑  Horne 2003, 28쪽.
8. ↑  Green 1987, 25쪽.
9. ↑  Bruce 1983, 33, 37쪽.
10. ↑  Bruce 1983, 40쪽.
11. ↑  Bruce 1983, 37쪽.
12. ↑  Bruce 1983, 39쪽.
13. ↑  Bruce 1983, 71쪽.
14. ↑  Bruce 1983, 40–41쪽.
15. ↑  Bruce 1983, 76–77쪽.
16. ↑  Green 1987, 51쪽.
17. ↑  Bruce 1983, 94쪽.
18. ↑  Green 1987, 33쪽.
19. ↑  Green 1987, 54쪽.
20. ↑  “1949 tube map”. 2007년 8월 15일에 원본 문서에서 보존된 문서. 2012년 3월 5일에 확인함.
21. ↑  Bruce 1983, 95쪽.
22. ↑  Bruce 1983, 114쪽.
23. ↑  Croome, Desmond F.; Jackson, Alan Arthur (1993). 《Rails Through the Clay: A History of London's Tube Railways》. Capital Transport. 468쪽. ISBN 978-1-85414-151-4.
24. ↑  “PPP Performance Report” (PDF). Transport for London. 2010. 7–8쪽. 2012년 4월 26일에 원본 문서 (PDF)에서 보존된 문서. 2012년 3월 7일에 확인함.
25. ↑  “7 July Bombings: Edgware Road”. 《BBC News》. 2012년 11월 24일에 확인함.
26. ↑  “7 July Bombings: Aldgate”. 《BBC News》. 2012년 11월 24일에 확인함.
27. ↑  Day & Reed 2010, 217쪽.
28. ↑  “Tube drinks party sparks mayhem”. 《BBC News》. 2008년 6월 1일. 2012년 8월 23일에 확인함.
29. ↑  《Working Timetable No. 21, from 11 June 2006》. 《Circle line, Hammersmith & City line》 (London Underground). 2006년 4월 20일. 2–3쪽.
30. ↑  《Working Timetable No. 21, from 11 June 2006》. 《Circle line, Hammersmith & City line》 (London Underground). 2006년 4월 20일. 45쪽.
31. ↑  “Circle Line extended to the west”. 《BBC News》. 2009년 3월 5일. 2011년 11월 24일에 확인함.
32. ↑  Bull, John; Moore, George (2012년 7월 9일). “In Pictures: The S7 Stock In Passenger Service”. 《London Reconnections》. 2012년 7월 16일에 확인함.
33. ↑  “S Stock trains take to Circle line”. Global Rail News. 2013년 9월 3일. 2017년 9월 26일에 원본 문서에서 보존된 문서. 2013년 9월 3일에 확인함.
34. ↑  Prentice, Paul (2013년 9월 18일). “S Stock trains enter service on the Circle and District lines”. 《Rail》 (731): 26.
35. ↑  Hendy, Peter (December 2013). “Commissioner's Report” (PDF). Transport for London. 5쪽. 24 December 2013에 원본 문서 (PDF)에서 보존된 문서. 21 December 2013에 확인함.
36. 1 2 3  “Circle line facts”. Transport for London. 2012년 1월 1일에 원본 문서에서 보존된 문서. 2012년 12월 5일에 확인함.
37. 1 2 3 4 5 6 7  “Detailed London Transport Map”. 《carto.metro.free.fr》. 2012년 11월 23일에 확인함.
38. ↑  Martin, Andrew (2012년 4월 26일). 《Underground, Overground: A Passenger's History of the Tube》. Profile Books. 137–138쪽. ISBN 978-1-84765-807-4. 2012년 12월 7일에 확인함.
39. ↑  Jackson 1986, 38쪽.
40. ↑  Jackson 1986, 48쪽.
41. ↑  Jackson 1986, 52–53쪽.
42. 1 2  “Hammersmith to Edgware Road Circle line timetable”. Transport for London. 2012년 12월 9일에 확인함. In the Tube timetable - Tube station box select "Hammersmith (H&C Line)" and press Get Timetable. Select Edgware Road timetable and then view timetable.
43. ↑  “Performance: LU Performance Data Almanac”. Transport for London. 2012. 14 February 2013에 원본 문서에서 보존된 문서. 17 January 2013에 확인함.
44. ↑  “Standard Tube Map” (PDF). Transport for London. 2012년 12월 8일에 확인함.
45. ↑  http://www.citymetric.com/transport/london-underground-why-are-circle-line-trains-showing-whitechapel-1544
46. 1 2  “Metro — London, United Kingdom”. Bombardier. 2011년 1월 27일에 확인함.
47. ↑  “Transforming the Tube” (PDF). Transport for London. July 2008. 5 June 2011에 원본 문서 (PDF)에서 보존된 문서. 28 May 2009에 확인함.
48. ↑  “Rolling Stock: C Stock”. Transport for London. 2012년 11월 5일에 원본 문서에서 보존된 문서. 2012년 11월 25일에 확인함.
49. 1 2  “Rolling Stock: S stock”. Transport for London. 2013년 12월 29일에 원본 문서에서 보존된 문서. 2012년 1월 10일에 확인함. Note: The table erroneously says "Length per car", instead of "Length per train".
50. ↑  “'S' stock making its mark”. 《Modern Railways》 (London). December 2010. 46면.
51. ↑  Jackson 1986, 185쪽.
52. ↑  “Our Upgrade Plan” (PDF). Transport for London. February 2011. 2012년 8월 17일에 원본 문서 (PDF)에서 보존된 문서. 2012년 12월 7일에 확인함.
53. 1 2  Abbott, James (January 2013). “Sub-surface renewal”. 《Modern Railways》. 38–41면.
54. ↑  “Hammersmith & City line Upgrade Plan”. Transport for London. 2012년 12월 8일에 확인함.
55. ↑  Stewart, Rob (January 2013). “Cityflo 650 to control the SSR”. 《Modern Railways》. 42–43면.
56. ↑  “A World-Class new railway for London and the South-East”. Crossrail. 2013년 2월 6일에 확인함.
57. ↑  “Crossrail business case - Summary Report”. Crossrail. July 2010. 6쪽. 2013년 2월 6일에 확인함.
58. ↑  “Modernisation complete as Shepherd's Bush Tube station re-opens” (보도 자료). Transport for London.  7 October 2008. 16 August 2012에 원본 문서에서 보존된 문서. 6 February 2013에 확인함.
59. ↑  “New Wood Lane Underground station opens” (보도 자료). Transport for London. 2008년 10월 14일. 2012년 12월 8일에 확인함.
60. ↑  “Latimer Road station to close for three months for engineering works” (보도 자료). Transport for London. 2011년 1월 14일.
61. ↑  Butt 1995, 244쪽.
62. ↑  Butt 1995, 200쪽.
63. ↑  Jackson 1986, 70쪽.
64. ↑  Jackson 1986, 110쪽.

## 참고 문헌
- Butt, R. V. J. (1995). 《The Directory of Railway Stations: details every public and private passenger station, halt, platform and stopping place, past and present》 1판. Patrick Stephens Ltd. ISBN 1-8526-0508-1.
- Bruce, J Graeme (1983). 《Steam to Silver. A history of London Transport Surface Rolling Stock》. Capital Transport. ISBN 0-904711-45-5.
- Day, John R; Reed, John (2010). 《The Story of London's Underground》. Capital Transport. ISBN 978-1-85414-341-9.
- Green, Oliver (1987). 《The London Underground: An illustrated history》. Ian Allan. ISBN 0-7110-1720-4.
- Horne, Mike (2003). 《The Metropolitan Line》. Capital Transport. ISBN 1-85414-275-5.
- Jackson, Alan (1986). 《London's Metropolitan Railway》. David & Charles. ISBN 0-7153-8839-8.
- Rose, Douglas (December 2007) [1980]. 《The London Underground: A Diagrammatic History》 8판. Capital Transport. ISBN 978-1-85414-315-0.
- Simpson, Bill (2003). 《A History of the Metropolitan Railway. Volume 1: The Circle and Extended Lines to Rickmansworth.》. Lamplight Publications. ISBN 1-899246-07-X.

## 추가 자료
- Croome, Desmond F. (2003년 2월 1일). 《Circle Line》. Capital Transport. ISBN 978-1-85414-267-2.
- 《London Railway Map》. Quail Maps. 2001. ISBN 978-1898319-54-2.
- Yonge, John (November 2008) [1994].  Jacobs, Gerald, 편집. 《5: Southern & TfL》. Railway Track Diagrams 3판. Bradford on Avon: Trackmaps. ISBN 978-0-9549866-4-3.